# Дусе, Жак (модельер)
Жак Дусе (фр. Jacques Doucet; 19 февраля 1853, Париж, Франция — 30 октября 1929, там же) — французский модельер
, коллекционер и меценат.

## Биография
Жак Дусе родился в 1853 году в Париже, он был первым ребенком Эдуарда Дусе и Матильды Гоннар. Годом позже у него появилась сестра Мария. Дусе происходил из семьи продавцов одежды. Его дед Антуан в 1816 году начал своё дело, которое продолжил его сын Эдуард. С 1840 года семья жила и держала магазин на знаменитой модными домами улице де ла Пэ, где и родился Жак. С 1858 года Дом Дусе фигурировал в списке домов высокой моды Парижа. В 1869 году был продан галантерейный отдел, и Дом сосредоточился на женской продукции.

### Модельер
Жак Дусе присоединился к семейному делу около 1874 года. К концу века он стал наряду с Чарльзом Уортом одним из самых известных модельеров Прекрасной эпохи. У Дусе одевались титулованные особы, актрисы и дамы полусвета. На протяжении многих лет он одевал актрису Режан. Среди его клиенток были среди прочих Лиана де Пужи, Каролина Отеро, Джулия Бартет, Эмильена д’Алансон и Сара Бернард. Для последней он придумал белый костюм в котором она появилась в пьесе Орлёнок.
Дусе создавал вечерние туалеты и платья для дома, так называемые чайные платья. В его работах преобладали пастельные тона. Платья отличались легкостью и элегантностью. Одним из самых любимых материалов Дусе было кружево. Для украшения использовались шелковые ленты, цветы, перья и бисер. В вышивке преобладали интерпретации цветов и насекомых в стиле ар нуво. В его ателье в разное время работали Поль Пуаре и Мадлен Вионне.
Первая мировая война привнесла изменения в женщин и их одежду. Дусе не удавалось идти в ногу со временем. В 1924 году его модельный дом объединился с фирмой Дуйе, и обе закрылись в 1932 году.

### Коллекционер и меценат
Еще в молодости Жак Дусе начал интересоваться картинами его современников импрессионистов. В возрасте двадцати одного года он совершил свою первую покупку, это была картина Рафаэлли. В 1875—1880 годах он начал интересоваться искусством восемнадцатого века, и оно стало ядром его зарождающейся коллекции. Для её размещения в 1904 году архитектором Луи Пареном был построен трёхэтажный особняк на улице Спотини. Туда Дусе переехал только в 1907 году, предварительно проведя тщательный отбор предметов искусства, которые хотел там видеть. Остальные были выставлены на продажу в мае 1906, среди них картины и рисунки Буше, Ватто, Натье и других. Каждое воскресенье двери особняка были открыты для желающих приобщиться к искусству. С 1906 года он начал интересоваться искусством Востока и при покупках советовался с востоковедом Шарлем Винье. В его коллекции были среди прочего голубые вазы эпохи Канси, собаки Фо, фазаны Цяньлуна.
После инцидента в личной жизни, Дусе решил продать дом и коллекцию. Торги проходили с 5 по 8 июня 1912 года в галерее Жоржа Пети. К ним был выпущен каталог в трех томах с иллюстрациями представлявший рисунки, пастели, картины, скульптуры и мебель. Составлением каталога занимались один из хранителей Лувра Поль Витри, библиотекарь Национальной библиотеки Эмиль Дасье и историк искусства из Национальных музеев Марсель Николь. Среди проданных картин были портреты герцога и герцогини Альба кисти Гойи, «Жертва Минотавра» и «Огонь и порох» Фрагонара, «Мыльные пузыри» и «Карточный домик» Шардена, «Омаи» Рейнольдса, «Прачки у фонтана» Робера, портреты кисти Ларжильера, Дюкрё, Лоуренса, Перронно и многие другие. «Портрет Дюваля де л’Эпинуа» Латура приобрел Генри Ротшильд, обойдя своих соперников по ставкам, за шестьсот тысяч франков. На тот момент это была самая большая сумма, заплаченная за картину во Франции. Три дня торгов принесли Дусе почти четырнадцать миллионов франков.

### Библиофил

#### Библиотека искусства и археологии
Жаку Дусе было известно что студенты, преподаватели и исследователи сталкивались с дефицитом информации и документов по истории искусства. Поэтому в 1908 году он начал проект по созданию коллекции книг и документов, которой дал название Библиотеки искусства и археологии. С помощью своего первого библиотекаря Рене-Жана он создал библиотеку, охватывающую искусство всех стран и времен. Среди других специалистов, помогавших Дусе консультациями и книгами, были синолог Эдуард Шаванн, археолог Саломон Рейнах, востоковеды Альфред Фуше и Поль Пеллио и многие другие. Дусе также финансировал исследования и поездки в интересах библиотеки, например путешествие Виктора Сегалена в Китай.
Дусе уделял внимание фотографии как источнику и средству хранения информации. Он обустроил на улице Спотини своё ателье. Особенно актуальна была фотография для документирования труднодоступных археологических раскопок Азии. Востоковед Виктор Голубев предоставил библиотеке снимки, сделанные в Индии. Прежде чем заказывать оригинальные снимки, была проведена работа по поиску уже существующих. Дусе лично связывался с фондами Лувра, Британским музеем, фирмами Алинари и Соммер, предоставившими данные по истории древнего мира. Он заказывал копии важных документов из музеев по всему миру.
Меценат также решил создать собрание рисунков периода конца XIX — начала XX века. В письме Рене-Жану свой замысел он описывал так: «Рисунки, которые будет включать собрание, должны будут, в своей совокупности, давать представление о крупных течениях в искусстве, а их детали объяснять происхождение произведений художников и изменения духа последних». В том же письме он обозначил восемь течений и групп артистов, рисунки которых должна была иметь библиотека.
В 1918 году он передал библиотеку в дар Парижскому университету. С 2013 года она входит в фонды Национального института истории искусств.

## Галерея
- 1909
- 1912/1913
- 1913
- 1913
- 1913
- 1914

## Комментарии
1. ↑  В оформлении особняка Жака Дусе на Rue Saint James, 33 в пригороде Парижа Нёйи-сюр-Сен помимо Йожефа Чаки принимали участие:
  - Анри Лоран (фонтан),
  - Жак Липшиц (украшение камина),
  - Луи Маркусси (кубистический ковёр),
  - Гюстав Миклош[англ.] и другие.
2. ↑  Пьер Легрен (1889—1929)[фр.], французский столяр-краснодеревщик[фр.], иллюстратор и переплётчик[фр.].
3. ↑  „Les dessins que [le cabinet] réunira devront, dans leur ensemble, résumer les grands remous artistiques, et dans leur détail, servir à expliquer la genèse d'œuvre d’artistes et l'évolution de l’esprit de ces derniers.“